# Wassenaar

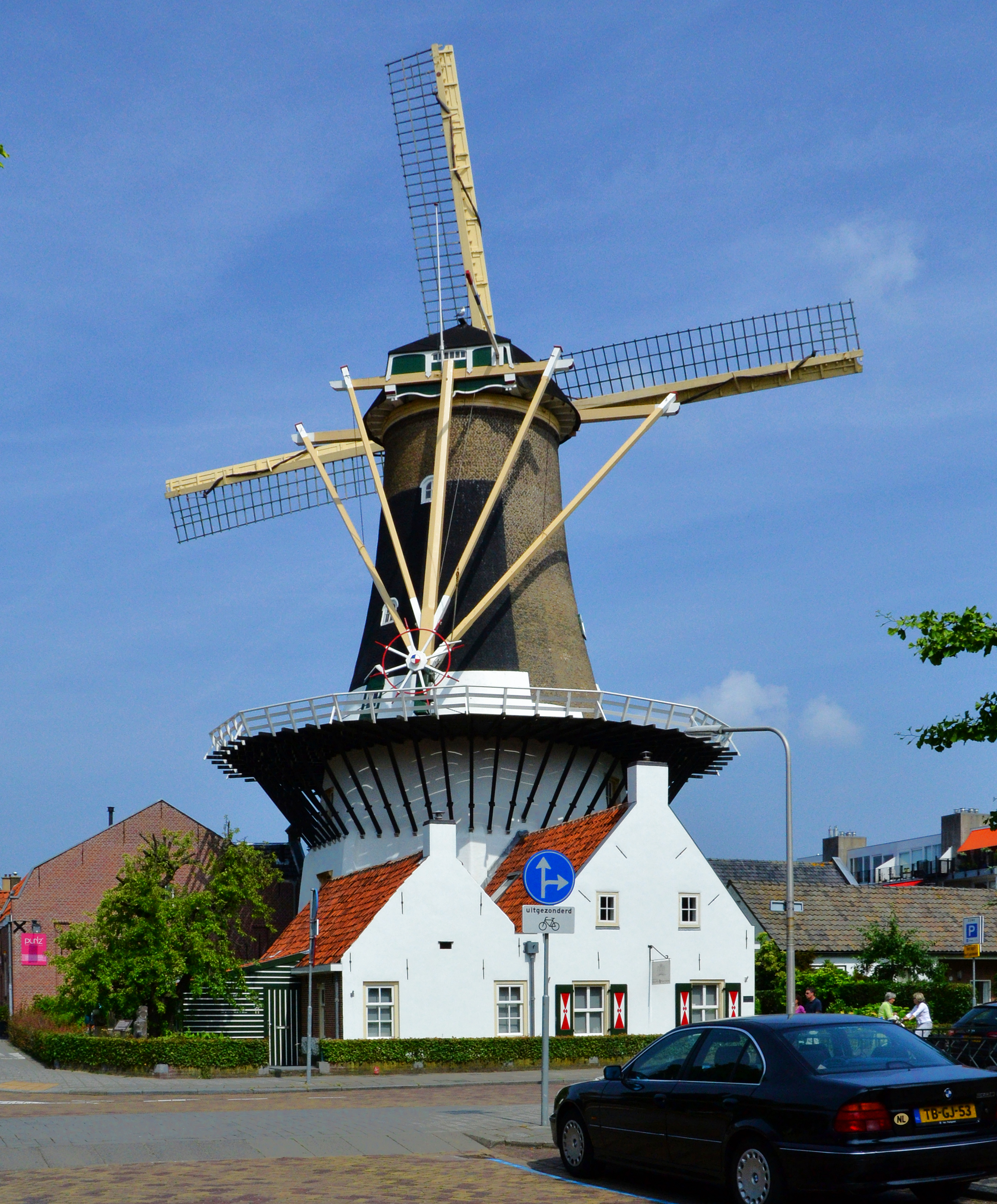
Die historische Kornmühle „Windlust“ aus dem Jahr 1668

Wassenaar (anhörenⓘ) ist eine niederländische Gemeinde in der Provinz Südholland, nördlich von Den Haag.

## Lage und Wirtschaft
Die Lage direkt an der Nordseeküste, umgeben von Dünen und Wäldern und gleichzeitig unmittelbar nördlich von Den Haag, 10 km südlich von Leiden, aber auch gut erreichbar von Amsterdam und Rotterdam aus, macht Wassenaar zu einem begehrten Wohnort. Rund 40 % der 27.534 Einwohner sind ausländischer Abstammung, darunter zahlreiche Diplomaten und Mitarbeiter internationaler Firmen und Behörden.
Am Ostrand des Ortes wird Gartenbau betrieben. Auch der Tourismus ist sehr bedeutend. Die Dünen dienen zum Teil der Speicherung und Gewinnung von Trinkwasser für die Haager Region.

## Geschichte
Wassenaar war bis etwa 1700 ein Bauerndorf, mit einem kleinen alten Dorfkern inmitten einer zum Teil moorigen, zum Teil waldreichen Umgebung, die nur einen Steinwurf von der Nordseeküste entfernt liegt. Nahe der Kirche befand sich die Stammburg des im Jahr 1200 erstmals erwähnten Adelsgeschlechts Van Wassenaer.
Zu Beginn des Achtzigjährigen Krieges (1573 oder 1574) wurde Wassenaar von Leidener Bürgern „vorsorglich“ großteils zerstört. Sie wollten so verhindern, dass spanische Truppen Wassenaar zu ihrem Stützpunkt machen und von dort Leiden angreifen könnten.
Im Goldenen Zeitalter begannen wohlhabende Bürger aus Den Haag, in Wassenaar Landhäuser anzulegen. Im 18. und 19. Jahrhundert ließen sich reiche Familien, vor allem aus Haager Regierungskreisen, dort weitere Landsitze bauen. Im frühen 20. Jahrhundert entstanden um das Dorf herum Villenviertel mit großzügigen Grundstücken. Wohlhabende Städter nutzten sie als Sommer- und Ferienhäuser. Ein wichtiger Grund für die Wahl Wassenaars als Sommerfrische war die Fertigstellung der Zugverbindung Rotterdam – Den Haag – Scheveningen – Wassenaar im Jahr 1907. Die Fertigstellung der Straßenbahnlinie Den Haag – Wassenaar – Leiden im Jahr  1923 verbesserte die Erreichbarkeit Wassenaars nochmals erheblich. Die Eisenbahn gibt es inzwischen nicht mehr. Mit dem Bus kann man Wassenaar jede halbe Stunde vom Haager Zentralbahnhof in etwa 20 Minuten erreichen.
Im Zweiten Weltkrieg rückte die Wehrmacht in Wassenaar ein, nachdem die niederländischen Truppen die Deutschen bei einem Gefecht in den Dünen vor Wassenaar am 11. Mai 1940 kurzzeitig hatten aufhalten können. Am Abend des 8. September 1944 wurde in Wassenaar die erste V2-Rakete gestartet, mit London als Ziel. Bis zum 6. Mai 1945, als General Johannes Blaskowitz, der Kommandant der „Festung Holland“, die Kapitulation unterzeichnete, blieb Wassenaar besetzt.
Das Kasteel Oud-Wassenaar in Wassenaar war 1952 Schauplatz der Verhandlungen zum Luxemburger Abkommen. 1995 wurde dort das Wassenaar-Abkommen ausgearbeitet, das zur Kontrolle von Rüstungsgütern dient.
Der Thronfolger Willem-Alexander entschied sich nach seiner Heirat für Wassenaar als Wohnort; seine Familie residiert auf Landgut Eikenhorst.

## Sehenswürdigkeiten

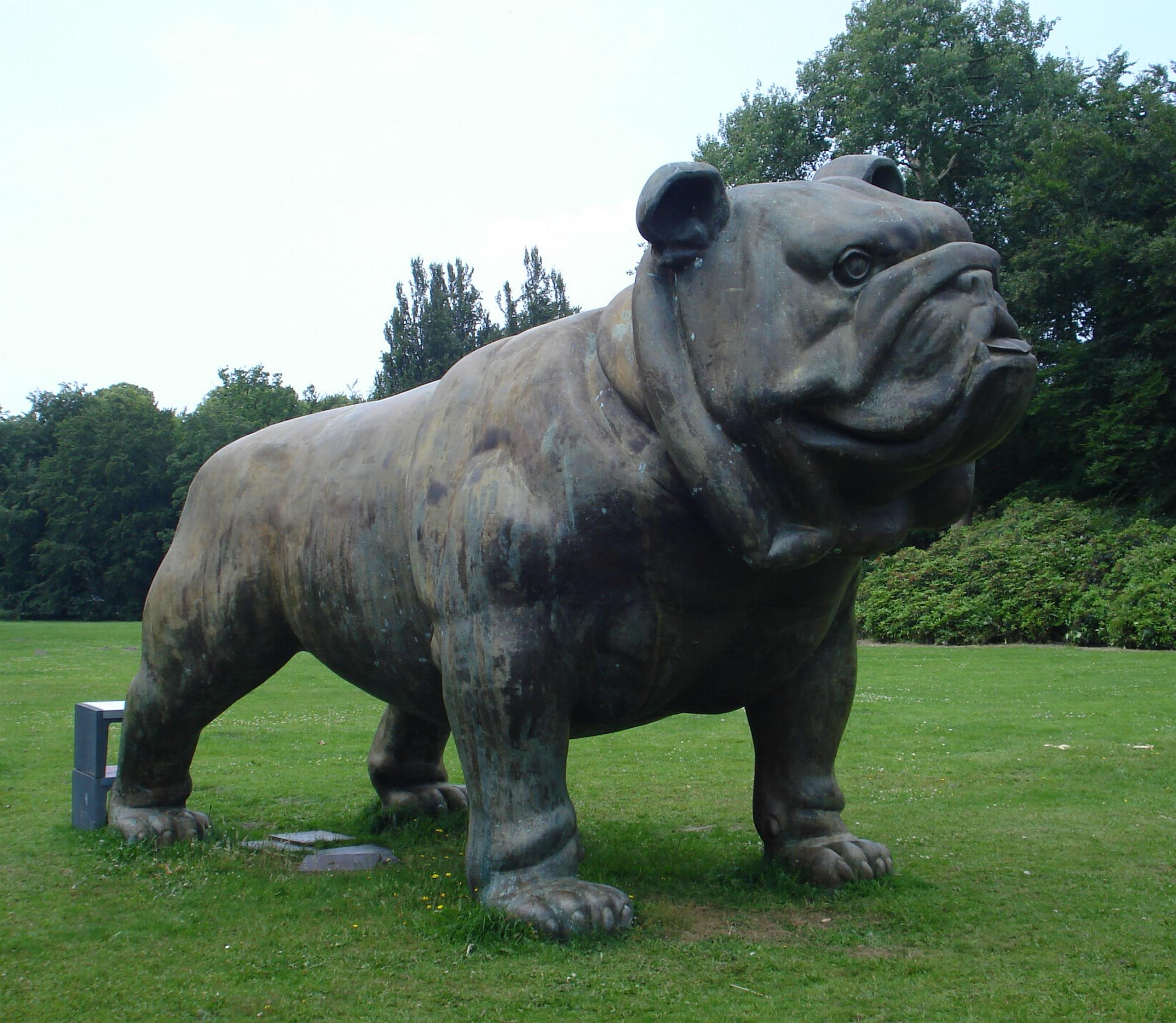
Alexander Taratynows Bulldogge

- Schloss Wittenburg, Schauplatz der Wittenburg-Konferenz
- Der Landsitz Duinrell westlich des Ortskerns ist ein landesweit beliebter Vergnügungspark, der gerne von Familien mit Kindern im Grundschulalter besucht wird.
- Das Dünengebiet Meijendel, mit Besucherzentrum und Pfannkuchenrestaurant, bietet die Möglichkeit, Wanderungen und Radtouren zu machen.
- Wassenaarse Slag ist ein Zugang zum Nordseestrand. Des Weiteren ist Scheveningen bei Den Haag nur 5–7 km entfernt.
- Im Dorfkern steht eine alte romanische Dorfkirche, die im Kern aus dem 12. Jahrhundert stammt, sowie einige alte Häuser und ehemalige Bauernhöfe.
- Im Untergeschoss des 1840 erbauten Rathaus De Paauw befindet sich ein Feuerwehrmuseum.
- Im Dorfkern befindet sich die historische Kornmühle „Windlust“ aus dem Jahr 1668.

## Politik

### Sitzverteilung im Gemeinderat
Seit 1982 setzt sich der Gemeinderat von Wassenaar wie folgt zusammen:
| Partei                            | Sitze | Sitze | Sitze | Sitze | Sitze | Sitze | Sitze | Sitze | Sitze | Sitze | Sitze |
| Partei                            | 1982  | 1986  | 1990  | 1994  | 1998  | 2002  | 2006  | 2010  | 2014  | 2018  | 2022  |
| --------------------------------- | ----- | ----- | ----- | ----- | ----- | ----- | ----- | ----- | ----- | ----- | ----- |
| VVD                               | 10    | 10    | 10    | 11    | 10    | 11    | 6     | 8     | 4     | 6     | 5     |
| Hart voor Wassenaar               | –     | –     | –     | –     | –     | –     | –     | –     | 1     | 3     | 5     |
| Lokaal Wassenaar! a               | –     | –     | –     | –     | –     | –     | –     | –     | –     | 3     | 3     |
| CDA                               | 6     | 7     | 7     | 6     | 6     | 6     | 5     | 4     | 4     | 3     | 2     |
| D66                               | 1     | 1     | 2     | 2     | 1     | 1     | 1     | 2     | 3     | 2     | 2     |
| GroenLinks                        | –     | –     | 0     | 0     | 1     | 1     | 1     | 1     | 2     | 1     | 2     |
| Democratische Liberalen Wassenaar | –     | –     | –     | –     | –     | –     | –     | –     | 1     | 2     | 1     |
| PvdA                              | 2     | 3     | 2     | 2     | 3     | 2     | 2     | 1     | 1     | 1     | 1     |
| Wat Wassenaar Wil a               | –     | –     | –     | –     | –     | –     | 6     | 5     | 3     | –     | –     |
| Passie voor Wassenaar a           | –     | –     | –     | –     | –     | –     | –     | –     | 2     | –     | –     |
| Partij Wassenaar                  | 2     | 0     | –     | –     | –     | –     | –     | –     | –     | –     | –     |
| Gesamt                            | 21    | 21    | 21    | 21    | 21    | 21    | 21    | 21    | 21    | 21    | 21    |

Anmerkungen

### Bürgermeister
Seit dem 18. Juli 2019 ist Leendert de Lange (VVD) amtierender Bürgermeister der Gemeinde. Zu seinem Kollegium zählen die Beigeordneten Bert Doorn (CDA), Freddy Blommers (D66), Inge Zweerts de Jong (Passie voor Wassenaar), Leo Maat (GroenLinks) sowie die Gemeindesekretärin Hélène Oppatja.

## Söhne und Töchter
- Henri Ernest Moltzer (1836–1895), Niederlandist und Literaturwissenschaftler
- Nico van der Voet (* 1944), Wasserballspieler
- Nicolette Mout (* 1945), Historikerin
- Theo van Gogh (1957–2004), Regisseur
- Thom Hoffman (* 1957), Schauspieler und Fotograf
- Corinne Lisette Hofman (* 1959), Archäologin und Hochschullehrerin

## Adelsfamilie van Wassenaer
Mit der Ortschaft ist die Adelsfamilie der van Wassenaer verbunden, die ebenfalls das Wappen führen.
- Unico Wilhelm van Wassenaer
- Jacob van Wassenaer Obdam

## Sport
- Pferdesport: Trabrennbahn Duindigt, eine der traditionsreichsten der Niederlande
- Polo Club Wassenaar, der mitgliederstärkste Poloclub der Niederlande
- Hockey: HGC Wassenaar ist einer der stärksten Feldhockeyvereine Europas
- Golf: Wassenaar hat mehrere Golfplätze